# Ioan Rob
Ioan Rob (n. 1882, Orăștie, Județul Hunedoara – d. 1968, Orăștie ) a fost un deputat în Marea Adunare Națională de la Alba Iulia, organismul legislativ reprezentativ al „tuturor românilor din Transilvania, Banat și Țara Ungurească”, cel care a adoptat hotărârea privind Unirea Transilvaniei cu România, la 1 decembrie 1918.:p. 77

## Biografie
Ioan Rob s-a născut în 1882 la Orăștie unde a studiat școala primară și trei clase de gimnaziu. A decedat în anul 1968 la Orăștie.

## Activitatea politică
A participat în Primul Război Mondial unde a căzut prizonier la ruși. A activat în Garda Națională Română și a participat de asemenea la luptele de pe Tisa, din 1919, fiind decorat.